# Manuál na výrobu teroristy
Manuál na výrobu teroristy je dokumentární film režisérky Terezy Reichové. Světovou premiéru měl na podzim 2010 na Mezinárodním festivalu dokumentárních filmů v Jihlavě.
Film pojednává o graffiti a street artu v Baskicku, konkrétně v Navaře, a o problémech vyplývajících z toho, že graffiti je podle antiteroristického zákona možné považovat za teroristický čin.